# Rappenklammspitze
Die Rappenklammspitze (auch Rappenspitze) ist ein 1835 m ü. A. hoher Berg im Karwendel in Tirol.
Der Gipfel ist als Trittsicherheit und Schwindelfreiheit erfordernde Bergtour (UIAA I bis II) von Hinterriß über das Rontal zu erreichen (Aufstiegszeit: ca. 3:00 Stunden, Abstiegszeit: ca. 2:00 Stunden, ca. 910 Höhenmeter). Vom Gipfel ist der Weiterweg zum Wechselkopf möglich.